# تپه احمدوند
تپه احمدوند مربوط به عصر آهن - دوره هخامنشی است و در شهرستان کرمانشاه، بخش مرکزی، دهستان میان دربند، ۵۰۰ متری شمال غربی روستای احمدوند واقع شده و این اثر در تاریخ ۱۵ دی ۱۳۸۷ با شمارهٔ ثبت ۲۴۱۴۹ به‌عنوان یکی از آثار ملی ایران به ثبت رسیده است.